# Фредерік Волтон
Фредерік Едвард Волтон (англ. Frederick Edward Walton; 1834, поруч Галіфаксу, Велика Британія — 1928, Ніцца, Франція) — британський промисловець і винахідник. Винайшов лінолеум (винайдений в 1860 році) і лінкрусту (покриття для стін, винайдене в 1877 році).

## Раннє життя
Волтон народився в 1834 році поблизу Галіфакса. Його батько Джеймс Волтон був успішним винахідником і власником бізнесу з Хотон-Дейла поблизу Манчестера, де він володів млином Хотон-Дейл, який постачав дріт для успішного чесального бізнесу Джеймса. Фредерік здобув освіту в школі Гортон, у Бредфорді та у власній школі Вейкфілда.

## Волтонс і сини
У 1855 році Фредерік приєднався до свого батька Джеймса та брата Вільяма в сімейному бізнесі з виготовлення листівок Walton and Sons у Хотон-Дейлі. Він витрачав багато часу на роботу над новими методами для бізнесу. У 1856 році він отримав свій перший патент на дротяні щітки з декоративною підкладкою. У 1857 році він відкрив, як затвердіти лляне масло, що мало привести до його найвідомішого винаходу. Однак він також не погоджувався з батьком щодо цінності його експериментів. Пізніше в 1857 році вони розірвали партнерство, і Фредерік переїхав до Хаммерсміта, де заснував власну компанію, щоб продовжити свою роботу.

## Винахід лінолеуму
У 1860 році він заснував експериментальну фабрику в Чизвіку, де працював над окисленням лляної олії, на що отримав патент у 1860 році. Він експериментував з окисленим маслом як заміною гуми. Він виявив, що поєднання олії з пробкою та барвниками дає корисний матеріал для покриття підлоги, і в 1863 році запатентував цей новий матеріал. Волтон назвав цю нову тканину «лінолеумом». Він переніс свою фабрику в Стейнс, а в 1864 році заснував компанію Linoleum Manufacturing Company, яка до 1869 року експортувала в Європу та Сполучені Штати.

## Експансія в Америку
У 1870-х роках Уолтон співпрацював з виробником килимів Джоном Кросслі, щоб створити American Linoleum Company. Вони заснували фабрику в Лінолеумвіллі, штат Нью-Йорк, для виробництва лінолеуму. Уолтон провів два роки в Америці, створюючи фабрику та починаючи бізнес, а потім повернувся до Сполученого Королівства. Американська компанія була дуже успішною та прибутковою.

## Патенти
Уолтон отримав інші патенти на процеси, пов'язані з виробництвом лінолеуму. У 1863 році він запатентував спосіб пропускання листів кольорового лінолеуму через валики для тиснення на них малюнка. У 1882 році він запатентував обладнання для виготовлення інкрустованих мозаїчних підлогових покриттів. Він також винайшов низку супутніх продуктів, зокрема Lincrusta, тиснене настінне покриття на основі лінолеуму, запущене в 1877 році. Всього він отримав понад 100 патентів.

## Особисте життя
У 1867 році Волтон одружився з Еліс Скрабі. У них було четверо дітей:
Олів Мері Волтон. Народився в 1871 році. Автор і фотограф. У 1897 році вийшла заміж за Герберта Вівіана.
Фредерік Джеймс Волтон, народився в 1877 році.
Кларіс Волтон, 1879 р. народження.
Вайолет Волтон.
Волтон був пристрасним колекціонером мистецтва, а також малював сам. Його зять Герберт Вівіан сказав, що Уолтон «купив багато дорогих картин і сам написав багато чудових».

## Вшанування пам'яті
У місті Одеса 9-й провулок 8 Березня перейменують на провулок Фредеріка Волтона.